# David Chalmers

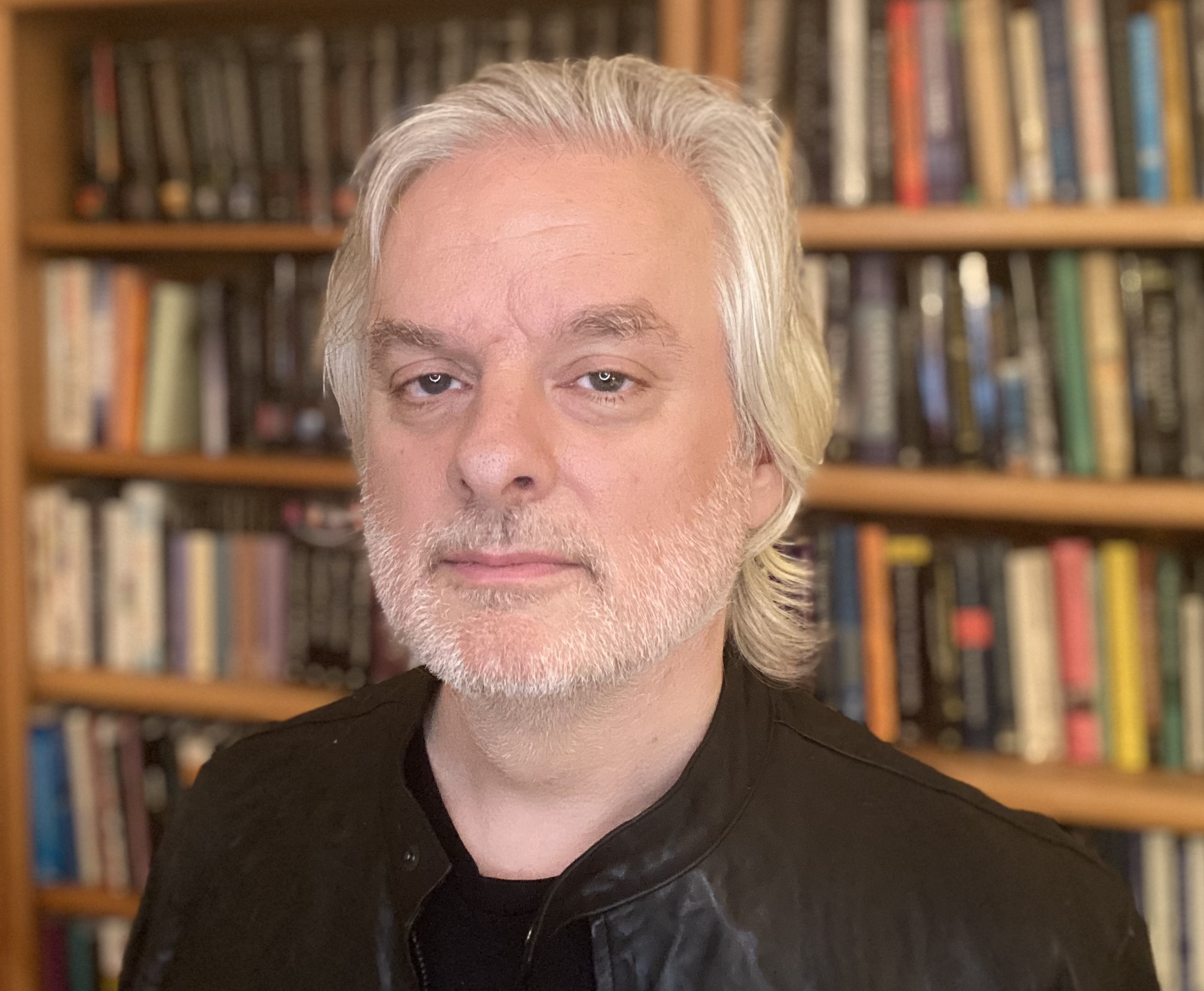
David Chalmers (2021)

David Chalmers (* 20. April 1966 in Sydney, Australien) ist ein australischer Philosoph. Seine Hauptarbeitsgebiete liegen im Bereich der Sprachphilosophie und der Philosophie des Geistes. Dort gilt er als einer der wichtigsten Vertreter des Eigenschaftsdualismus. Zusammen mit David Bourget ist er Mitbegründer von PhilPapers (einer Datenbank mit Zeitschriftenartikeln für Wissenschaftler und Studenten der Philosophie).

## Biographie
Chalmers wurde 1966 in Sydney, New South Wales, geboren und wuchs später in Adelaide, Südaustralien, auf, wo er die Unley High School besuchte. Sein Vater, Alan Chalmers, ist ebenfalls ein bekannter Wissenschaftsphilosoph.
Chalmers studierte Mathematik an der University of Adelaide, wo er das Studium 1983 aufnahm und 1986 mit dem Bachelor of Science abschloss, und an der University of Oxford (1987–88). 1989 ging er an die Indiana University. Hier arbeitete er an Douglas Hofstadters Center for Research on Concepts and Cognition und erhielt 1993 den Doktorgrad (Ph.D.) in Philosophie und Kognitionswissenschaft. Seine Doktorarbeit mündete schließlich in sein vielbeachtetes und vielzitiertes Buch The Conscious Mind (1996). Von 1993 bis 1995 war er McDonnell Fellow für Philosophie, Neurowissenschaft und Psychologie an der Washington University in St. Louis.
Chalmers lehrte zunächst Philosophie an der University of California, Santa Cruz (1995–98) und an der University of Arizona in Tucson (1999–2004). An der Australian National University in Canberra war er ab 2004 als Professor und Direktor des Center for Consciousness tätig. Zusätzlich nahm er ab September 2009 eine Stelle an der New York University an, wo er einen Teil des Jahres verbrachte, bis er 2014 in Vollzeit nach New York City wechselte und im Rahmen seiner Philosophieprofessur zur Philosophie des Geistes, Sprachphilosophie, Metaphysik und Erkenntnistheorie forscht.
2013 wurde Chalmers zum Mitglied der American Academy of Arts and Sciences gewählt, 2024 zum internationalen Mitglied der British Academy. 2015 erhielt er den Jean-Nicod-Preis.

## Lehre

### Das schwierige Problem des Bewusstseins

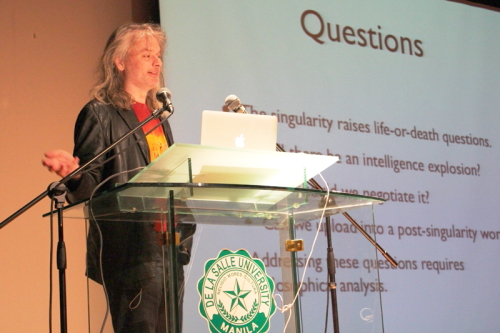
Chalmers auf der Bühne bei einer Veranstaltung zum Alan-Turing-Jahr an der De La Salle University, Manila, 27. März 2012

David Chalmers hat 1995 den Ausdruck vom „schwierigen Problem des Bewusstseins“ (the hard problem of consciousness) geprägt. Darunter versteht er die Frage, warum es überhaupt Erlebnisgehalte – oder Qualia – gibt. Warum tut es etwa weh, wenn ich mir mit einer Nadel in den Finger steche? Wir verstehen einiges von den internen Prozessen, die in einer solchen Situation ablaufen: Von unserem Finger werden Signale ins Gehirn geleitet, dort finden komplexe Verarbeitungsprozesse statt. Mit Hilfe von bildgebenden Verfahren können wir sogar herausfinden, welche Prozesse im Gehirn ablaufen, wenn wir Schmerzen im Finger erleben. Nur, so Chalmers, wir haben dennoch nicht die geringste Ahnung, warum es dabei weh tut! Warum passieren all diese Prozesse nicht, ohne dass dabei auch nur ein Funken Bewusstsein entsteht? Dies ist das harte Problem des Bewusstseins und auch das klassische Qualiaproblem, wie es von Thomas Nagel, Frank Cameron Jackson und Joseph Levine formuliert wurde.
Dem schwierigen Problem stellt Chalmers ein „einfaches“ (the easy problem of consciousness) Problem gegenüber. Dieses einfache Problem umfasst all die psychischen Phänomene, die nicht direkt von der Frage nach dem Erlebnisinhalt bzw. den Qualia abhängen. Also etwa Lernen, Gedächtnis, Denken oder Problemlösen. Es sind solche Themen, bei denen die neuro- und kognitionswissenschaftliche Forschung viele Fortschritte macht.
Nun will Chalmers mit seiner etwas provokanten Rede vom „einfachen Problem“ keineswegs sagen, dass die Ergebnisse dieser Wissenschaften trivial sind. Nur im Vergleich mit der Frage nach dem Erlebnisgehalt handelt es sich um einfache Probleme, da sie sich mittels funktionalistischer Methoden lösen lassen. Die Naturwissenschaften (und mit ihnen die Neurowissenschaften) bedienen sich solcher Erklärungsmodelle, die mit Strukturen, Funktionen und Vergleichen arbeiten. Diese Methoden scheitern (bislang), wenn es um eine „objektive“ bzw. allgemeingültig-wissenschaftliche Erklärung der Qualia geht. Demzufolge wissen wir sehr grob, wie z. B. eine Erklärung des Lernens aussehen könnte, wir haben aber nicht den Hauch einer Ahnung, wie eine Erklärung unserer Erlebnisse aussehen könnte.
Die Annahme des „hard problems“ wird von einigen Materialisten abgelehnt. Einer der vehementesten Widersacher Chalmers’ ist hierbei Daniel Dennett, dem zufolge sich Qualia mittels einer „Heterophänomenologie“ objektiv erklären lassen, wohingegen Dennett laut Chalmers das Problem damit nur „wegdefinieren“, aber nicht in der Realität lösen würde.

### Klassifikation der Positionen in der Philosophie des Geistes
In seinem 2002 erschienenen Artikel Consciousness and its Place in Nature konstruiert Chalmers eine Klassifikation verschiedener aus seiner Sicht möglicher Positionen in der Philosophie des Geistes. Als unterscheidendes Merkmal insbesondere der materialistischen Positionen wählt er dabei die Art der Antwort auf das „schwierige Problem des Bewusstseins“, deren Argumente und Positionen er ablehnt, um schließlich Alternativen zu behandeln. Chalmers diskutiert mindestens sieben zentrale Positionen:

#### Typ-A-Materialismus
Der Typ-A-Materialist behauptet, es gebe zwischen phänomenalen und physikalischen Tatsachen keine Kluft. In seiner radikalen Ausprägung bestreitet er das Vorhandensein von Bewusstsein gänzlich und tendiert zu einer vollständig funktionalistischen oder behavioristischen Interpretation des Bewusstseinsbegriffs. In weniger radikalen Ausprägungen gesteht er eine geringe epistemische (auf das Wissen bezogene) Kluft zu, behauptet aber, diese sei leicht zu schließen. Chalmers argumentiert gegen den Typ-A-Materialismus, dass dieser das Offensichtliche leugne. Er analysiert die Argumente, die der Typ-A-Materialist vorbringt, um hierzu berechtigt zu sein. Er kommt zu dem Schluss, dass keines dieser Argumente dazu berechtigt, die Existenz phänomenaler Tatsachen gänzlich zu bestreiten: „Diese Behauptung wird nicht durch Argumente gestützt, sondern durch Beobachtungen einer bestimmten Art zusammen mit der Widerlegung von Gegenargumenten.“ Chalmers lehnt daher den Typ-A-Materialismus ab.

#### Typ-B-Materialismus
Der Typ-B-Materialismus gesteht eine epistemische Kluft zwischen dem Physischen und dem Phänomenalen zu, bestreitet aber, dass man daraus auf eine metaphysische Kluft schließen darf. Mit dieser Position wird den epistemologischen Schwierigkeiten Rechnung getragen, ohne eine materialistische Position verlassen zu müssen. Chalmers zeigt zunächst, dass die von Typ-B-Materialisten vorgebrachten Analogien zu anderen wissenschaftlichen Fortschritten nicht stichhaltig sind, so etwa die Identität von Wasser und H2O oder von Genen und DNS. Deren Identität wurde letztlich auf empirischem Wege geschlossen, was gemäß Chalmers jedoch für das schwierige Problem des Bewusstseins nicht möglich ist. Er zeigt, dass alle angeführten Analogien eine rein empirische Kluft aufweisen, nicht jedoch eine epistemische Kluft. Somit besteht kein Grund zu der Annahme, dass unser Wissensfortschritt diese Kluft eines Tages schließen wird. Der Typ-B-Materialist kann auf dieses Argument reagieren, indem er die epistemische Kluft zu einem fundamentalen Prinzip der Natur erhebt. Chalmers lässt dies jedoch nicht gelten und argumentiert dabei wie folgt: Fundamentale Prinzipien, wie sie etwa in der Physik postuliert werden (z. B. die Gravitation), betreffen durchweg die Beziehung zwischen unterschiedlichen Entitäten oder Eigenschaften. Stattdessen versucht der Typ-B-Materialist die Identität von Physischem und Phänomenalem in den Rang eines fundamentalen Prinzips zu erheben, ein Vorgehen für das es laut Chalmers kein weiteres unabhängiges Beispiel gibt. Die von Chalmers vorgetragene weitere Analyse des Typ-B-Materialismus ist komplex und führt schließlich zur Ablehnung dieser Position.

#### Typ-C-Materialismus
Der Typ-C-Materialist gesteht ebenfalls eine epistemische Kluft zu, behauptet aber, diese Kluft sei für uns entweder heute oder auch für alle Zukunft auf Grund unserer kognitiven Beschränkungen nicht zu schließen. Phänomenale Wahrheiten könnten zwar grundsätzlich aus physikalischen Wahrheiten abgeleitet werden, gegenwärtig oder auf Grund fundamentaler Beschränkungen seien wir hierzu jedoch nicht in der Lage. Chalmers zeigt zunächst, dass der Typ-C-Materialismus oftmals als Variante des Typ-A-Materialismus auftritt, indem er letztlich die Existenz des phänomenalen Bewusstseins lediglich bestreitet, ohne dafür gute Argumente zu liefern. Der Position, eines Tages lasse sich Bewusstsein auf physische Prinzipien zurückführen, tritt Chalmers wie folgt entgegen: Physische Beschreibungen seien immer Beschreibungen von Struktur und Dynamik. Aus solchen Beschreibungen seien immer nur andere Beschreibungen von Struktur und Dynamik ableitbar. Phänomenales Bewusstsein habe jedoch nichts mit Eigenschaften wie Größe, Form, Position und Bewegung zu tun, somit auch nichts mit Struktur und Dynamik. Welche Fortschritte auch immer hinsichtlich unserer Kenntnisse über das Physische errungen werden, diese können mithin das Bewusstsein nicht erklären, es sei denn, sie beziehen Bewusstsein in ihre Erklärungen ein. Dies geschieht z. T. bereits durch einige Autoren der Quantentheorie. Damit verlassen diese Autoren jedoch den Boden des Materialismus und vertreten letztlich einen Typ-D-Dualismus oder einen Typ-F-Monismus. Der Typ-C-Materialismus wird somit von Chalmers ebenfalls abgelehnt.

#### Typ-Q-Materialismus
Chalmers beschreibt eine weitere Form des Materialismus, die insbesondere von Anhängern des Philosophen Willard Van Orman Quine vertreten wird (daher „Typ Q“). Diese Position würde die Unterscheidung der oben getroffenen materialistischen Positionen ablehnen, da sie etwa auch die Unterscheidung zwischen begrifflicher und empirischer Wahrheit ablehnt. Chalmers legt dar, dass auch diese Position letztlich eine Antwort auf das schwierige Problem des Bewusstseins geben muss, die sich als ein Materialismus der Typen A bis C entpuppt. Chalmers stellt abschließend zur Behandlung der materialistischen Positionen fest, dass er keine weitere Alternative sieht, um den Materialismus zu verteidigen. Da alle beschriebenen Positionen für ihn nicht haltbar sind, muss demgemäß nach Chalmers der Materialismus falsch sein. In der Folge behandelt Chalmers mögliche Alternativen zum Materialismus.

#### Typ-D-Dualismus
Der Typ-D-Dualismus geht davon aus, dass der (mikro)physische Bereich nicht kausal geschlossen ist. Das Phänomenale ist umgekehrt gegenüber der physikalischen Welt kausal wirksam. Die bekannteste Variante des Typ-D-Dualismus ist ein Substanzdualismus, wie ihn Descartes vertreten hat (daher auch „Typ D“). Auch Formen des Eigenschaftsdualismus können unter den Typ D fallen, insofern die phänomenalen Eigenschaften als kausal wirksam betrachtet werden. Chalmers geht in der Folge auf die Standard-Einwände gegen den Dualismus ein. Eines dieser Argumente kritisiert, dass sich eine Interaktion zwischen den beiden postulierten Substanzen nicht nachweisen lasse. Chalmers wendet dagegen ein, dass die Physik einen solchen Nachweis auch für andere fundamentale Interaktionen nicht erbringt. So behaupte beispielsweise die Newtonsche Physik, dass eine kausale Interaktion in Form von Gravitation bestehe, erkläre jedoch nicht weiter, wie Gravitation wirke – die Wirkung wird einfach angenommen. Ein weiteres Standardargument gegen den Dualismus besteht in der kausalen Geschlossenheit des Physikalischen. Der Dualismus stehe hierzu im Widerspruch und somit auch im Widerspruch zur Wissenschaft. Chalmers begegnet diesem Argument auf verschiedene Weise. Zunächst stellt er fest, dass die Physik durchaus Spielraum für die Annahme weiterer basaler Grundkräfte lasse, von denen aktuell vier angenommen werden. Im Anschluss argumentiert er, dass insbesondere die nicht-deterministischen Aspekte der Quantenphysik Raum für eine interaktionistische Interpretation lassen. Er beschließt die Diskussion mit der Feststellung: „Zusammenfassend kann man sagen, dass der Standardeinwand gegen den Interaktionismus nur wenig Durchschlagskraft besitzt, der Interaktionismus ist zumindest eine Möglichkeit, die es weiter zu erforschen lohnt.“

#### Typ-E-Dualismus
Der Typ-E-Dualismus sieht das Physische und das Phänomenale als metaphysisch verschieden an, betrachtet dabei jedoch im Gegensatz zum Typ D Dualismus das Phänomenale als kausal wirkungslos. Es handelt sich bei dieser Position somit um den sogenannten Epiphänomenalismus (daher auch „Typ E“). Der Typ-E-Dualismus entgeht dem Standard-Gegenargument zum Dualismus, indem er die kausale Geschlossenheit des Physischen anerkennt. Dies geschieht unter Preisgabe der mentalen Verursachung und somit um den Preis der Intuition, dass unsere phänomenalen Wahrnehmungen (z. B. die Wahrnehmung einer roten Ampel) Ursache für unsere Handlungen (Bremsen des Fahrzeugs) sind. Chalmers führt gegen diese Intuition u. a. David Hume ins Feld, der gezeigt hat, dass der Anschein der Kausalität durch die bloße Aufeinanderfolge von Ereignissen entstehen und somit die Intuition ggf. falsch sein kann. Ein komplexeres Argument gegen den Epiphänomenalismus betrachtet die Beziehung zwischen Bewusstsein und seinen Repräsentationen, wie sie etwa in der Aussage „Ich habe Bewusstsein“ zum Ausdruck kommt. Diese Aussage kann gemäß dem Epiphänomenalismus zwar von einem bewussten Wesen getroffen werden, jedoch wäre sie rein physisch verursacht. Chalmers argumentiert, dass die Überzeugung, Bewusstsein zu haben und demgemäß die Aussage „Ich habe Bewusstsein“ zu treffen, nicht notwendig durch das Bewusstsein verursacht werden muss. Das Bewusstsein konstituiere lediglich diese Überzeugung. Chalmers beurteilt den Typ-E-Dualismus abschließend als eine „kohärente Theorie ohne fatale Schwierigkeiten“, die jedoch gleichzeitig wenig elegant und kontraintuitiv sei.

#### Typ-F-Monismus
Unter dem Typ-F-Monismus fasst Chalmers eine Reihe von Positionen zusammen, denen gemeinsam ist, dass phänomenale oder protophänomenale Eigenschaften als „intrinsische Natur“ der physischen Realität angesehen werden (Neutraler Monismus, Panpsychismus). Er führt diese Position auf eine Erörterung der Physik von Bertrand Russell zurück. In The Analysis of Matter legt Russell dar, dass die Physik zwar Aussagen über die Beziehungen verschiedener Entitäten trifft, jedoch nichts über die inneren Eigenschaften dieser Entitäten aussagt. Der Typ-F-Monismus fügt nun einfach der physikalischen Theorie eine Theorie der intrinsischen Natur hinzu, ohne etwa die kausale Geschlossenheit des Physischen oder die Struktur der physikalischen Theorie in Frage zu stellen. In dieser Weise, so Chalmers, bilden „(proto)phänomenale Eigenschaften [...] die letzte kategoriale Basis aller physischen Verursachung“. Er stellt fest, dass der Typ-F-Monismus Gemeinsamkeiten sowohl mit dem Materialismus wie auch mit dem Dualismus hat: „Dem Buchstaben nach ist der Typ-F-Monismus materialistisch, während es sich dem Geist nach um eine dualistische Theorie handelt.“ Einer der wichtigsten Einwände gegen den Typ-F-Monismus ist das erstmals von William James formulierte Kombinationsproblem: Es ist aktuell völlig unklar, wie aus unzähligen protophänomenalen Bewusstseinseinheiten ein übergeordnetes Bewusstsein wie das eines Menschen entstehen soll. Chalmers stellt fest: „Ich glaube, es handelt sich hier um das mit Abstand größte Problem des Typ-F-Monismus. Ob es gelöst werden kann oder nicht, ist gegenwärtig eine offene Frage.“

### Naturalistischer Dualismus
Die Diagnose des schwierigen Problems des Bewusstseins hat Chalmers zu einer Position geführt, die er konkret „Naturalistischer Dualismus“ nennt und dem Eigenschaftsdualismus zuordnet. Eine solche Position lehnt den strengen Materialismus ab, unterscheidet sich jedoch auch stark vom klassischen Dualismus. Der klassische Dualismus war von zwei Substanzen ausgegangen – Materie und Geist –, während der Eigenschaftsdualist nur eine Substanz anerkennt, nämlich die Materie. Der Eigenschaftsdualist ist jedoch darauf festgelegt, dass nicht alle Eigenschaften physische Eigenschaften sind. Konkret heißt dies bei Chalmers: Der Mensch hat neben den physischen Eigenschaften (etwa Masse oder Form) auch eine Art von nichtphysischen Eigenschaften (nämlich Erlebnisgehalte oder Qualia).
Der Weg vom schwierigen Problem des Bewusstseins zur These eines Eigenschaftsdualismus ist recht steinig und liegt auf einem hohen theoretischen Niveau. Die Grundidee lässt sich dennoch verständlich machen: Chalmers geht davon aus, dass der Materialismus auf reduktive Erklärungen festgelegt ist. Dies bedeutet, dass der Erlebnisgehalt im Prinzip auf die grundlegenden physischen Eigenschaften reduzierbar sein muss – wenn der Materialismus wahr ist. Eine solche Reduktion setzt nach Chalmers jedoch ein Moment der Notwendigkeit voraus, das die grundlegenden physischen Eigenschaften und die höherstufigen Eigenschaften miteinander verbindet. Diese Notwendigkeit ist aber im Fall des Erlebnisgehalts nicht gegeben. Demzufolge ist es – im philosophischen Gedankenexperiment – a priori möglich, dass es Zombies gibt. Zombies stellen hierbei eine exakte (!) materielle Kopie eines gewöhnlichen Menschen dar, nur mit dem signifikanten Unterschied, dass sie kein (!) Bewusstsein haben. Da die Existenz eines Zombies a priori möglich ist, ist die angesprochene Notwendigkeit, welche der Materialismus voraussetzt, nicht zwingend. Also ist der Materialismus falsch. Dieses Argument kann man nur dann wirklich verstehen, wenn klar ist, was mit „Notwendigkeit“ gemeint ist. Genau dies versucht Chalmers zu erklären und – anknüpfend an Saul Kripke – durch die sogenannte Zweidimensionale Semantik auf eine fundierte Basis zu stellen.
Obwohl Chalmers den strengen Materialismus ablehnt, versucht er, die Übereinstimmung mit physikalistischen Positionen zu begründen (wie bereits die Bezeichnung „Naturalistischer Dualismus“ suggeriert): Im Gegensatz zum Panpsychismus (der jeglicher Materie einen „physischen“ und einen „mentalen Pol“ zuspricht) unterscheidet er Physisches mit oder ohne psychische Eigenschaften und verweist dabei auf das Phänomen einer starken Emergenz. Mit dieser Einschränkung degradiert er das Geistige auf ein „Nebenprodukt“ des Physischen. Dies erklärt seine vage Einschätzung des Typ-E-Dualismus als „kohärent, aber wenig elegant und kontraintuitiv“, während er die damit einhergehende Nähe zum Epiphänomenalismus bestreitet.
Chalmers Verhältnis zum Panpsychismus ist ambivalent – mal distanziert er sich von dieser „äußerst spekulativen Theorie“, mal spricht er von seiner „Variante des Panpsychismus“ – obwohl er wie der Panpsychismus eine eigene Kategorie nicht-physischer Phänomene voraussetzt, die wie die physikalischen Eigenschaften zur „Substanz“ gehören, aber funktional voneinander unabhängig sind. Er spricht dabei von so genannten „protophänomenalen Eigenschaften“, die als einzelne nicht selbst ein „Erleben“ verursachen, sondern erst im Verbund vieler solcher „mikrophänomenaler Subsysteme“.
Chalmers denkt ferner über die Möglichkeit einer „psychophysikalischen Theorie“ nach: einer Erweiterung der physikalischen Gesetze, die seine Hypothese dem Materialismus näherbringen würde als anderen Spielarten des Dualismus, da die transzendentalen Elemente negiert würden. Dazu nimmt er zum einen an, dass die Qualia eindeutig mit bestimmten neuronalen Prozessen verknüpft sind. Patrick Spät weist diesbezüglich darauf hin, dass das subjektive Erleben ein unteilbarer, in sich geschlossener Strom mit einem stetigen Bezug auf die Vielfalt der „Außenwelt“ ist, während messbare Neuronenaktivitäten nichts weiter sind als elektromagnetische Aktivitätsmuster ohne weiteren „Inhalt“. Zum anderen vergleicht David Chalmers das Universum mit einem gigantischen Computer in einer Welt aus „reiner Information“, räumt dabei jedoch ein, dass es sich um „spekulative Metaphysik“ handelt.
Obgleich Chalmers Ideen physikalistisch orientierte Philosophen – zumindest beim Problem der Mentalen Verursachung, bei näherer Betrachtung aber vor allem als Variante des Panpsychismus – nicht ganz überzeugen kann, ist es ihm gelungen, in der Fachwelt immer mehr Befürworter zu finden.

### Notwendigkeit, Supervenienz und Reduktion
Die Begriffe Notwendigkeit, Supervenienz und Reduktion hängen eng miteinander zusammen. Beginnen wir mit Supervenienz: Eine Eigenschaft A superveniert genau dann über den Eigenschaften B, wenn es keine Veränderung in A geben kann, ohne dass sich B verändert. Ein Beispiel: Es kann keine Änderung der biologischen Eigenschaften geben, ohne dass sich dabei auch Änderungen von chemischen Eigenschaften ergeben.
Meistens sind solche Supervenienzbeziehungen kein Zufall; vielmehr ergeben sich die Relationen notwendigerweise. A kann mit Notwendigkeit über B supervenieren, weil etwa B durch Naturgesetze A verursacht. Chalmers spricht hier von natürlicher Supervenienz. A kann aber auch mit Notwendigkeit über B supervenieren, weil B A logisch oder begrifflich impliziert. Chalmers spricht dann von logischer Supervenienz.
Chalmers These ist nun, dass nur die logische Supervenienz für Reduktionen hinreichend ist. A kann nur dann auf B reduziert werden, wenn A aus B logisch oder begrifflich folgt. Konkreter: Eine höherstufige Eigenschaft kann nur dann auf physische Eigenschaften reduziert (und so in ein materialistisches Weltbild integriert) werden, wenn aus der Existenz der physischen Eigenschaften die höherstufige Eigenschaft logisch oder begrifflich folgt.
Wir können nun Chalmers Argument gegen den Materialismus besser verstehen. Chalmers meint, dass fast alle Eigenschaften logisch über den physischen Eigenschaften supervenieren und damit reduktiv erklärbar sind. Ein klassisches Reduktionsbeispiel ist Wasser. Wasser lässt sich auf H2O reduzieren, weil die Eigenschaften des Wassers aus den Eigenschaften der H2O-Moleküle mit Hilfe der grundlegenden Naturgesetze logisch-begrifflich ableitbar sind. Nun schlägt aber eine solche Ableitbarkeit bei einer Eigenschaft des Menschen fehl: Aus den biologischen Eigenschaften des Menschen lassen sich nicht die Erlebnisgehalte logisch-begrifflich ableiten. Also schlägt die logische Supervenienz fehl, also schlägt die Reduktion fehl, also lassen sich Erlebnisgehalte nicht in ein materialistisches Weltbild integrieren. Es gibt aber Erlebnisgehalte. Also ist der Materialismus falsch.

## Schriften (Auswahl)
- The Conscious Mind. Oxford University Press, Oxford 1996, ISBN 978-0-19-511789-9
- als Mitwirkender: in: Jonathan Shear (Hrsg.): Explaining Consciousness: The Hard Problem. MIT Press, Cambridge, MA. 1997. (Sammelband zu Chalmers Arbeiten), ISBN 978-0-262-69221-2
- als Herausgeber: Philosophy of Mind: Classical and Contemporary Readings. Oxford University Press, Oxford 2002, ISBN 978-0-19-514581-6
- mit David Manley und Ryan Wasserman: Metametaphysics: New Essays On The Foundations Of Ontology, Oxford University Press USA, New York, 2009, ISBN 978-0-19-954600-8
- The Character of Consciousness. Oxford University Press, Oxford 2010, ISBN 978-0-19-531111-2
- Constructing the World. Oxford University Press, Oxford USA, New York 2012, ISBN 978-0-19-960858-4
- Reality+ – Virtual Worlds and the Problem of Philosophy. Allen Lane, London 2022, ISBN 978-0-241-32071-6.
  - Deutsch: Realität+. Virtuelle Welten und die Probleme der Philosophie. Übers. Björn Brodowski und Jan-Erik Strasser. Suhrkamp, Berlin 2023, ISBN 978-3-518-58800-0.

## Sekundärliteratur
- Matthias Alexander Schmidt: David Chalmers Suche nach einer Theorie über das Bewusstsein. GRIN Verlag, München 2015, ISBN 978-3-668-08227-4
- Rosalin Ganter: Der Eigenschaftsdualismus: David Chalmers’ Theorie über das Bewusstsein. AV Akademikerverlag, Riga 2014, ISBN 978-3-639-62520-2